# Apochinomma acanthaspis
Apochinomma acanthaspis là một loài nhện trong họ Corinnidae.
Loài này thuộc chi Apochinomma. Apochinomma acanthaspis được Eugène Simon miêu tả năm 1896.